# Chaucer (cràter)
Chaucer és un cràter d'impacte que es troba a l'oest del cràter Hertzsprung, a la cara oculta de la Lluna, localitzat al nord-oest del cràter Vavilov i a l'est dels cràters aparellats Tsander-Kibal'chich.

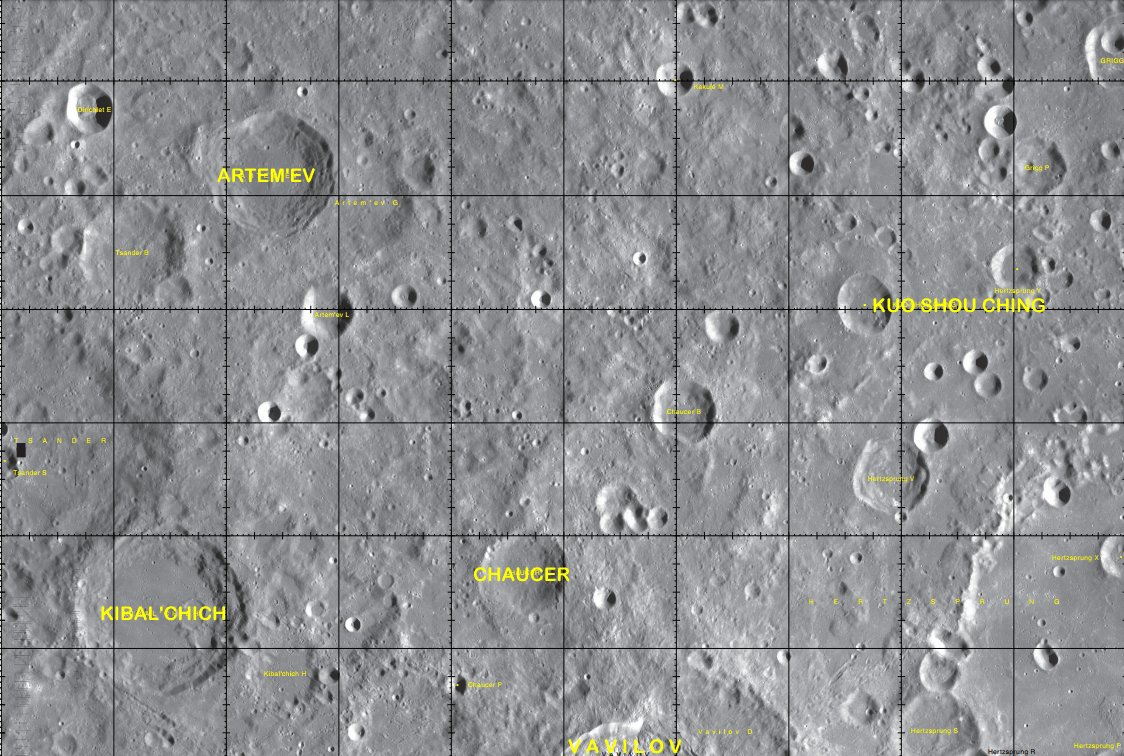
Localització de Chaucer (centre inferior de la imatge)
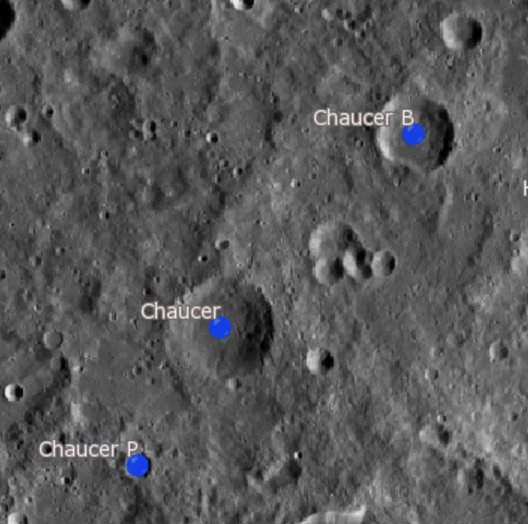
Cràters satèl·lit
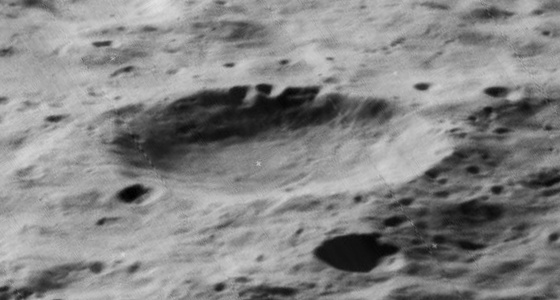
Imatge obliqua (Lunar Orbiter 5)

És un cràter circular amb una vora exterior lleugerament erosionada. El sòl interior manca gairebé per complet de trets distintius, amb només uns pocs petits cràters que marquen la superfície.
Porta el nom de l'escriptor medieval Geoffrey Chaucer, autor dels Contes de Canterbury.

## Cràters satèl·lit
Per convenció aquests elements són identificats en els mapes lunars posant la lletra en el costat del punt central del cràter que està més proper a Chaucer.
| Chaucer | Coordenades                          | Diàmetre |
| ------- | ------------------------------------ | -------- |
| B       | 6° 30′ N, 137° 24′ O / 6.5°N,137.4°O | 27 km    |
| P       | 1° 48′ N, 141° 18′ O / 1.8°N,141.3°O | 13 ;km   |